# Carlota Durany Vives
Carlota Durany Vives (Barcelona, 1900 - Buenos Aires, 1945) va ser una sindicalista revolucionària, traductora i militant comunista catalana, en les files del POUM.

## Biografia
La família, molt tradicionalista, provenia de la Pobla de Segur i emigrà a Barcelona. El pare, enginyer, va abraçar les idees republicanes i milità en els grups de "Jóvenes Bárbaros" del Partit Republicà Radical d'Alejandro Lerroux. Es feu francmaçó i mestre racionalista. Va treballar a l'Escola Moderna de Ferrer i Guàrdia. Això va possibilitar l'educació racional e integral de la seva filla.
Carlota va freqüentar els cercles de l'esquerra progressista; el 1930 va entrar a treballar com a secretària de l'escriptor i comunista heterodox Andreu Nin que havia tornat de l'URSS i que havia estat secretari general de la Internacional Sindical Roja. Carlota va ingressar com a militant al Bloc Obrer i Camperol (BOC) i a la Confederació Nacional del Treball (CNT), i va dirigir amb Joan Maruny i Joan Santasusagna l'Oposició Sindical Revolucionària del Sindicat Mercantil, que es va constituir a l'agost de 1931 per intentar implantar les idees comunistes dins del sindicat.
Fou membre de la Comissió Directiva del Sindicat Mercantil i va participar en l'organització de nombroses vagues del seu sector.
Durant la República (1931-1936), apartada del BOC, al mes de novembre de 1931 va ingressar al partit Esquerra Comunista amb el seu marit i dirigent del partit, Francesc de Cabo. Al maig de 1932 va ser detinguda per les seves activitats, i progressivament, -a causa de la seva salud malaltissa-, va anar restringint les activitats polítiques al carrer. Durant els anys de l'anomenat Bienni Negre es va encarregar de la confecció dels butlletins interins de l'Esquerra Comunista i casa seva es va convertir en un lloc de refugi i d'acollida dels companys perseguits o clandestins.
El 29 de setembre de 1935 es constitueix el Partit Obrer d'Unificació Marxista (POUM) amb els membres del BOC i d'EC, al seu domicili particular del carrer Montserrat de Casanovas a Barcelona, mostra molt clara del seu compromís polític i personal.
Després del mes de maig de 1937, va acollir el comunista austríac Kurt Landau fins que fou detingut i assassinat pels agents del cos d'investigació i vigilància dels soviètics. Va ser detinguda en tres ocasions i fou amenaçada de mort perquè digués on s'amagava el seu marit. A la fi, tornà a ser detinguda i empresonada en la txeca de Les Corts, on romangué fins a la vigília de l'entrada de les tropes de Franco a Barcelona.
A la sortida, va haver d'amagar la seva militància política per por dels franquistes fins que va poder marxar a Buenos Aires, on morí poc després.